# Wrattig mosdiertje
Het wrattig mosdiertje (Plagioecia patina) is een mosdiertjessoort uit de familie van de Plagioeciidae. De wetenschappelijke naam van de soort werd in 1816, als Tubulipora patina voor het eerst geldig gepubliceerd door Jean-Baptiste de Lamarck.

## Beschrijving
Deze soort vormen korstvormende kolonies die bestaan uit verkalkte buisjes, die allemaal ongeveer even groot en aan elkaar versmolten zijn. Het groeit uit tot waaiervormige lobben. Vaak vormen een aantal dochterkolonies een samengestelde kolonie. Vanuit het centrum stralen de zoïden in alternerende rijen naar de rand van de kolonie. De openingen van ovaal of rond en hebben geen operculum.